# エーゲ海諸島

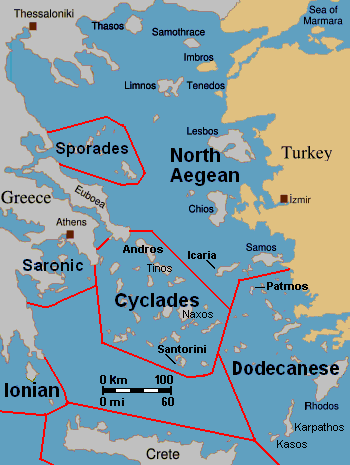
エーゲ海諸島。内部区分を示す。

エーゲ海諸島（エーゲかいしょとう、ギリシア語: Νησιά Αιγαίου / Nisiá Aigaíou ; トルコ語: Ege Adaları）あるいはエーゲ諸島は、エーゲ海に所在する島々の総称。トルコ共和国本土であるアナトリア半島の海岸線近くを含めてほとんどの島がギリシャ共和国領であり、極一部のみがトルコに属する。
これは第一次世界大戦で敗れたオスマン帝国が、エーゲ海の島々を含む領土の多くを喪失または占領され、新たに建国されたトルコ共和国がギリシャとの戦争でユーラシア大陸にあるアナトリア半島と東トラキアを奪回した段階で、領土が確定されたためである。ドデカネス諸島は第二次世界大戦で敗戦国となったイタリアから、勝利した連合国の一員であるギリシャへ譲渡された。
ギリシャ共和国において、かつて行政区分としても使われた「地理的な地方」のひとつでもある。

## 地理
地理的なエーゲ海諸島とは、西と北をギリシャ本土、東をトルコ本土（アナトリア半島）に挟まれ、南はクレタ島、南東はロドス島・カルパトス島、カソス島を限界とする島々である。
エーゲ海諸島は、伝統的に以下の7つのグループに分けられてきた（右図参照）。北から順に以下の通り。
- 北エーゲ諸島 (North Aegean islands) （別名 北東エーゲ諸島）
- スポラデス諸島（別名 北スポラデス諸島）
- エヴィア島
- サロニカ諸島（別名 アルゴサロニコス諸島）
- キクラデス諸島
- ドデカネス諸島（別名 南スポラデス諸島）
- クレタ島

行政的に「ドデカネス諸島」に含まれるロドス島東方のカステロリゾ島は、地理的には東地中海に属する島である。また、クレタ島とペロポネソス半島の間にあるキティラ島・アンティキティラ島は、歴史的な経緯からエーゲ海諸島ではなくイオニア諸島の一部と見なされる（行政上はアッティカ地方に属する）。
かつてエーゲ海を指して用いられていた ἀρχιπέλαγος は、アーキペラゴ（英語: Archipelago）という形で、群島・列島を指す一般名詞として使われている。

## 行政

### ギリシャ領
エーゲ海の島々のほとんどはギリシャ領である。
「地理的な地方」としての「エーゲ海諸島地方」は、1987年まで行政区として用いられた区画である。ギリシャ領の島々のうち、北部のタソス島やサモトラキ島、スポラデス諸島、エヴィア島、サロニカ諸島、クレタ島、本土沿岸の小島嶼を除く地域である。
1987年以降、ギリシャの行政区画にはペリフェリア（地方）が用いられており、エーゲ海の島々は9つのペリフェリア（3ペリフェリアは島嶼のみからなる）に属している。従来の「エーゲ海諸島地方」は、北エーゲと南エーゲに分割された。
- クレタ（下右図4）
- 北エーゲ（8） - 北エーゲ諸島
- 南エーゲ（10） - キクラデス諸島、ドデカネス諸島
- 東マケドニア・トラキア（5） - タソス島、サモトラキ島など
- 中央マケドニア（3） - 沿岸の小島嶼（Ammouliani）
- テッサリア（11） - スポラデス諸島（スキロス島を除く）
- 中央ギリシャ（12） - エヴィア島、スキロス島など
- アッティカ（1） - サロニカ諸島の大部分
- ペロポネソス（9） - アルゴリス湾の小島嶼

- 地理的地方区分。薄緑色が「エーゲ海諸島」
- ペリフェリア（地方）

### トルコ領
トルコ領にあるまとまった大きさの島は、東北端のダーダネルス海峡付近にあるボズジャ島（テネドス島）、ギョクチェアダ島（イムヴロス島）に限られる。このほかトルコ西海岸のごく小さな島や岩礁がある。

## その他の用法
イタリア領エーゲ海諸島（イタリア語: Isole Italiane dell-’Egeo）は、伊土戦争（1911年 - 1912年）の結果イタリア王国が占領したドデカネス諸島を指す。